# Sertularella mutsuensis
Sertularella mutsuensis is een hydroïdpoliep uit de familie van de Sertulariidae. De poliep komt uit het geslacht Sertularella. Sertularella mutsuensis werd in 1931 voor het eerst wetenschappelijk beschreven door Eberhard Stechow. 